# Naulila
Naulila é uma vila e comuna angolana no município de Ombadja na província do Cunene.
Foi nesta localidade que ocorreu o Combate de Naulila, uma batalha travada em 18 de dezembro de 1914, entre forças portuguesas e alemãs, inserido na Campanha alemã em Angola, da Primeira Guerra Mundial. O combate terminou com a derrota dos militares portugueses, com cerca de 70 mortos da parte portuguesa, entre oficiais e praças.